# Малое Мереткозино
 Малое Мереткозино  — деревня в Камско-Устьинском районе Татарстана. Входит в состав Малосалтыковского сельского поселения.

## География
Находится в западной части Татарстана, в верховьях левого притока реки Карамалка, в 10 км к северо-западу от районного центра поселка Камское Устье, в 3 км от Куйбышевского водохранилища.

## История
Основана в XVIII веке. 
До 1860-х годов жители относились к сословию государственных крестьян. Их основные занятия в этот период – земледелие и разведение скота.
В «Списке населенных мест по сведениям 1859 года», изданном в 1866 году, населённый пункт упомянут как казённая деревня Малое Мереткозино 1-го стана Тетюшского уезда Казанской губернии. Располагалась при безымянном овраге, по левую сторону Лаишевского торгового тракта, в 40 верстах от уездного города Тетюши и в 15 верстах от становой квартиры в казённом селе Новотроицкое (Сюкеево). В деревне, в 55 дворах жили 324 человека (164 мужчины и 160 женщин).
В 1876 году в деревне была построена деревянная мечеть. В начале XX века здесь также действовали медресе, 2 ветряные мельницы, 4 мелочные лавки. В этот период земельный надел сельской общины составлял 808 десятин.
До 1920 года деревня входила в Богородскую волость Тетюшского уезда Казанской губернии. С 1920 года в составе Тетюшского, с 1927  – Буинского кантонов ТАССР. С 10 августа 1930 года в Камско-Устьинском, с 1 февраля 1963 — в Тетюшском, с 12 января 1965 — в Камско-Устьинском районах.
В 1931 году в деревне был организован колхоз, с 1994 года в составе коллективного предприятия, в 2000—2008 годах — ассоциации крестьянских хозяйств.
До 2011 года в деревне работала начальная школа.

## Население
| 1782 | 1859 | 1897 | 1908 | 1920 | 1926 | 1938 | 1949 | 1958 | 1970 | 1979 | 1989 | 2002 | 2010 | 2017 |
| ---- | ---- | ---- | ---- | ---- | ---- | ---- | ---- | ---- | ---- | ---- | ---- | ---- | ---- | ---- |
| 42   | 324  | 630  | 783  | 876  | 604  | 875  | 663  | 490  | 444  | 317  | 257  | 226  | 185  | 158  |

Национальный состав села — татары.

## Экономика
Жители занимаются сельским хозяйством в отделении общества с ограниченной ответственностью «Агрофирма «Нармонка», в сельскохозяйственном животноводческом потребительском кооперативе «Малое Мереткозино».

## Инфраструктура
Действуют дом культуры, библиотека, фельдшерско-акушерский пункт.

## Религия
Мечеть (с 2006 г.).

## Известные люди
- С. С. Хамидуллин (1932–2004) – слесарь, Герой Социалистического Труда, кавалер орденов Ленина, Трудового Красного Знамени, «Знак Почета»